# 肯尼思 (明尼蘇達州)
肯尼思是一個位於美國明尼蘇達州羅克縣的城市。

## 歷史
肯尼思於1900年成立，得名自一早期定居者的兒子肯尼思·肯尼科特（Kenneth Kennicott）。肯尼思的郵局於1900年設立，其後於2011年停運。

## 人口
根據2020年美國人口普查的數據，肯尼思的面積為2.75平方千米，皆為陸地。當地共有人口60人，而人口密度為每平方千米22人。